# Lintongnihuta
Lintongnihuta is een bestuurslaag in het regentschap Samosir van de provincie Noord-Sumatra, Indonesië. Lintongnihuta telt 1261 inwoners (volkstelling 2010).